# Großer Zschand

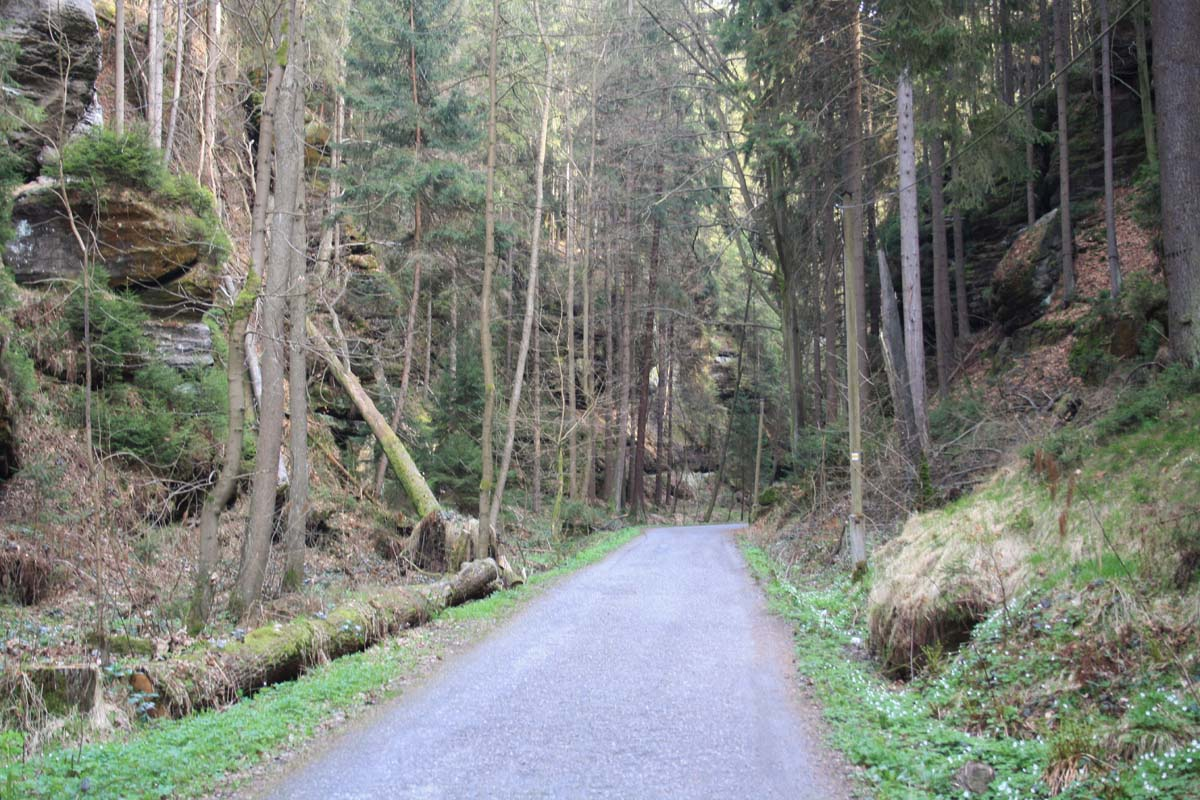
Großer Zschand zwischen Neumannmühle und Zeughaus

Der Große Zschand ist das längste Trockental der Sächsischen Schweiz und führt über etwa 6 km von der Neumannmühle im Kirnitzschtal bis zur Roßmaulwiese in der Böhmischen Schweiz. Der Große Zschand hat keine durchgehende Wasserführung; zur Zeit der Schneeschmelze oder nach starken Regenfällen bilden sich einzelne, lokal abgegrenzte, Wasserläufe bzw. kleine versumpfte Flächen.

## Geschichte
Der Große Zschand wurde schon vor der Erschließung der Sächsischen Schweiz als Handelsverbindung zwischen Böhmen und Sachsen genutzt. Am Zeughaus befand sich eine Zollstation. Bis zum durchgängigen Ausbau der heutigen Bundesstraße 172 von Schmilka über Hřensko nach Děčín wurde der Große Zschand als Verkehrsverbindung von Bad Schandau genutzt. Salzlecken und Bärenfanggruben sind Zeugnisse der jagdlichen Nutzung des Gebietes.

## Geologie
Der nördliche Teil des Großen Zschandes schneidet sich klammartig in die umliegenden Felsen ein und weist ein feuchtes, kühles Kellerklima auf. Der südliche Teil, ab dem Zeughaus, ist ein etwas breiteres Tal mit bewaldeten (Fichtenmonokultur) Hängen und darauf anschließenden Felsformationen (Thorwalder Wände und Partschenhörner). Von beiden Seiten zweigen tief eingeschnittene schmale Seitentäler, sogenannte Schlüchte, vom Großen Zschand ab. Das mit gut zwei Kilometer längste Seitental ist die südlich des Zeughauses abzweigende Weberschlüchte, an deren Ende mit der Webergrotte eine der größten Klufthöhlen der Sächsischen Schweiz liegt. Durch die großbankige Schichtung des Sandsteins weisen die Felswände und die Kletterfelsen im Großen Zschand eine Höhe von oft über 50 Metern auf. An den Zwischenlagen der Sandsteinschichten haben sich vielfach Überhänge gebildet, ebenso die zweitgrößte Höhle der Sächsischen Schweiz, die Hickelhöhle. Diese typische Schichtfugenhöhle liegt im südlichen Teil des Großen Zschands in den Thorwalder Wänden.

## Wirtschaftliche Bedeutung
Neben der historischen Handelsverbindung zwischen Sachsen und Böhmen und der jagdwirtschaftlichen Nutzung, dienten die Wälder des Großen Zschandes bis in die 1980er zur Holzgewinnung und zum Holztransport ins Kirnitzschtal. In einzelnen Seitenschlüchten sind Wegebefestigungen und Wegeausbauten für den Holzabtransport noch heute sichtbar. Der Parkplatz an der Neumannmühle war früher ein Ausschwemmplatz für die Flößerei auf der Kirnitzsch.

## Nationalpark
Der Große Zschand befindet sich vollständig im Nationalpark Sächsische Schweiz und ab dem Zeughaus in der besonders geschützten Kernzone. Zur Eröffnung des Nationalparkes war angedacht, zukünftig im Großen Zschand einen Fußgängergrenzübergang in den erst zehn Jahre später ausgerufenen Nationalpark Böhmische Schweiz zu eröffnen. Dieser ist bis heute nicht eingerichtet worden. Im Rahmen der Wegekonzeption im Nationalpark aus dem Jahr 2000 wurde der Große Zschand ab der Hickelschlüchte gesperrt und damit ist ein Fußgängergrenzübergang nicht mehr möglich. Seit Herbst 2012 existiert der Teich unterhalb des Teichsteins am Zeughaus wieder.

## Sonstiges
An der Neumannmühle beginnt der Lehrpfad Flößersteig, der parallel zur Kirnitzsch bis Bad Schandau verläuft. Im nördlichen Teil des Großen Zschandes befindet sich unter einem Felsüberhang ein mit einer Eisentür verschlossener Hohlraum, der am Ende des Zweiten Weltkrieges als Schwarzpulverkammer diente. Das Schwarzpulver wurde für Wurzelsprengungen gerodeter Bäume verwendet.

## Galerie

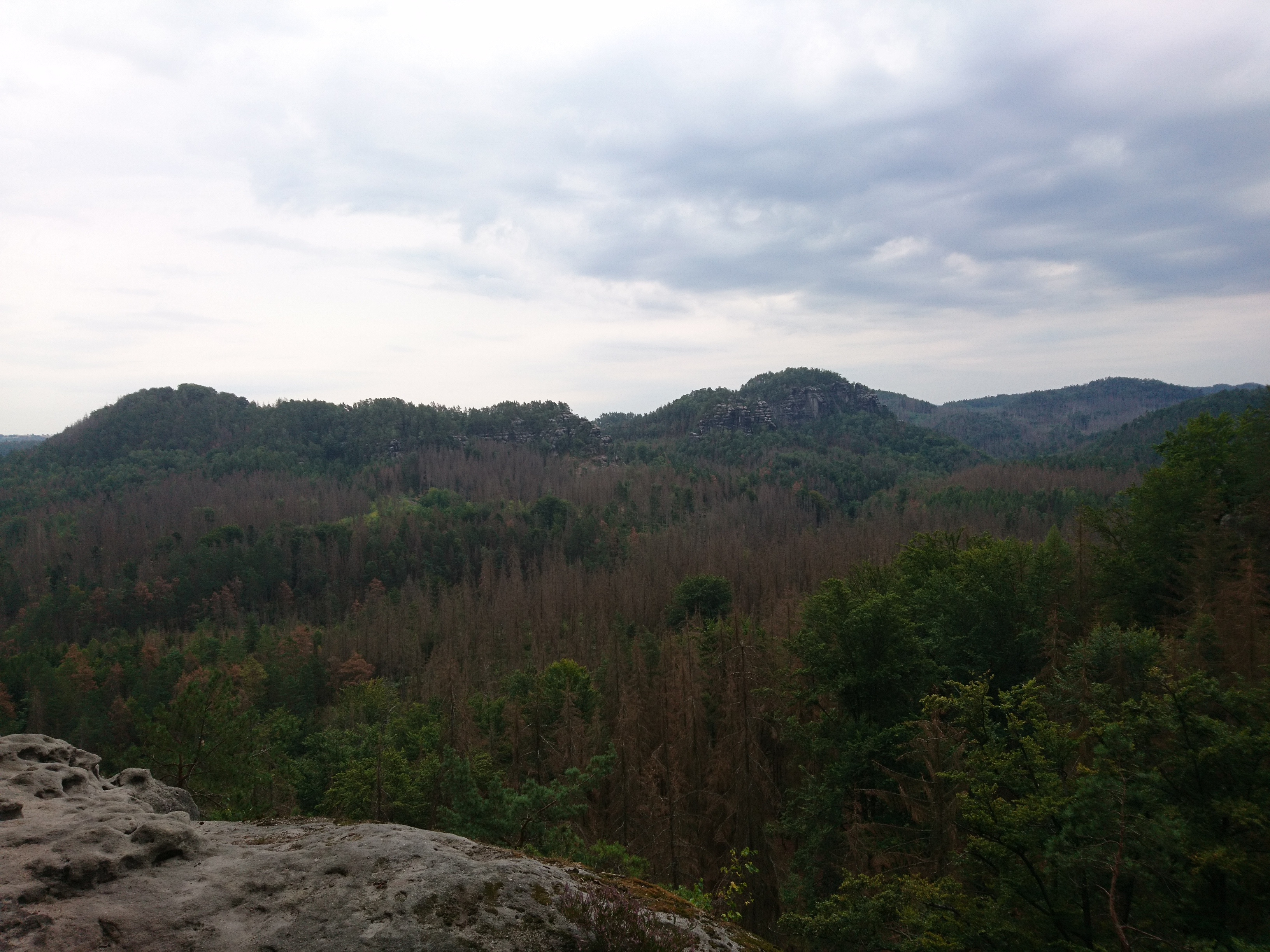
Nördlicher Teil der Schlucht, Blick vom Kleinen Lorenzstein
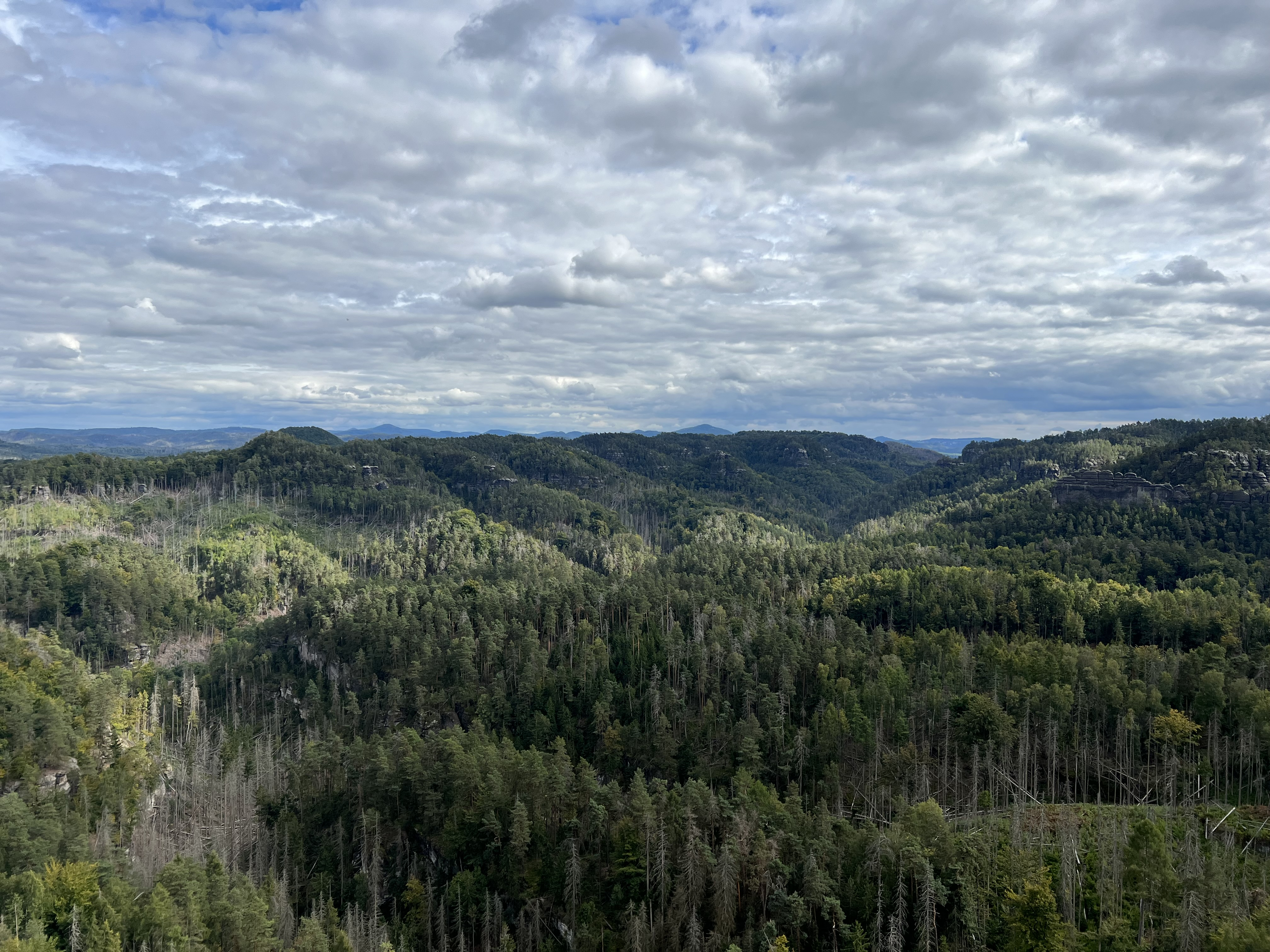
Südlicher Teil der Schlucht, Blick von der Goldsteinaussicht
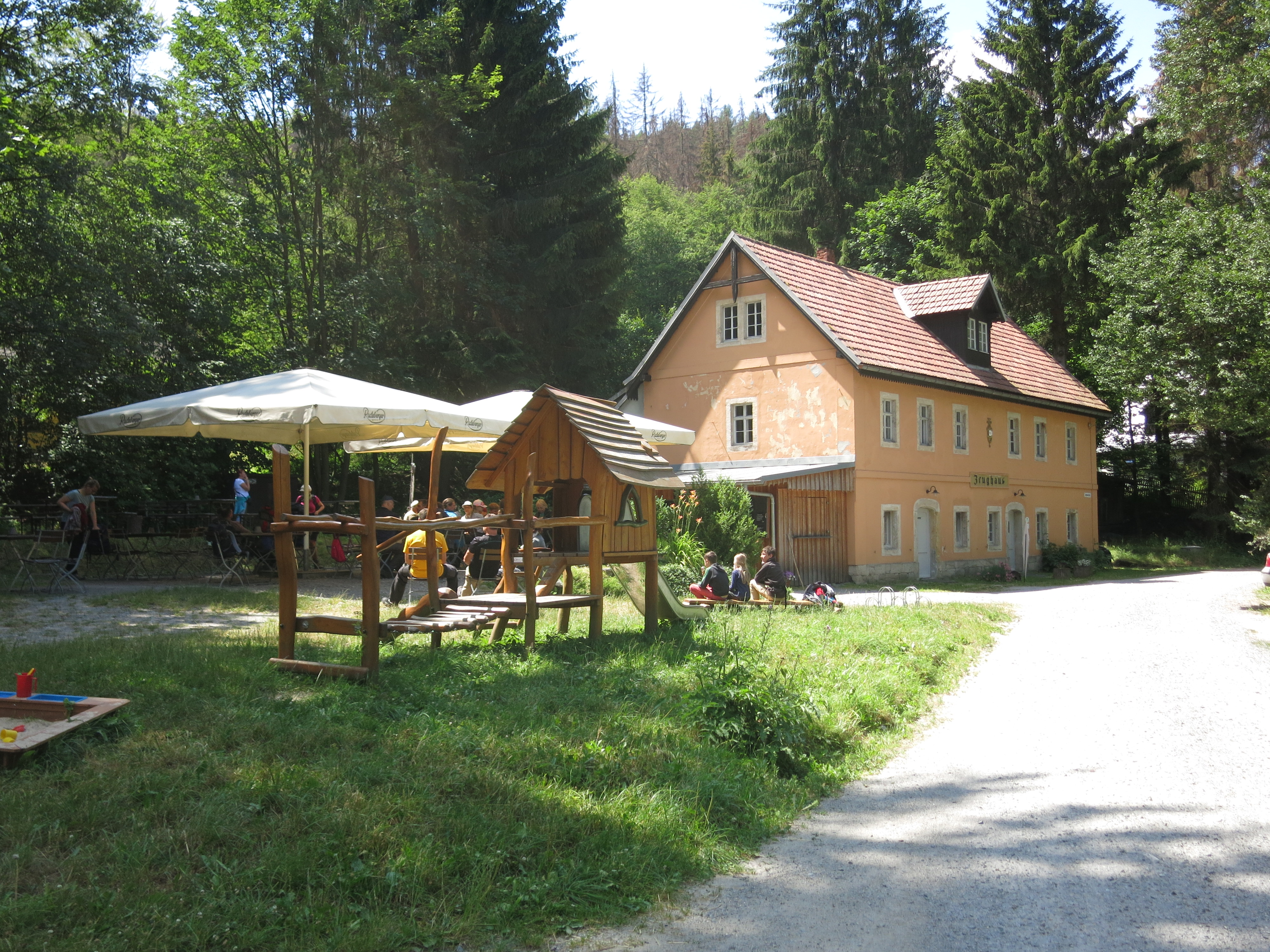
Das Zeughaus im Großen Zschand
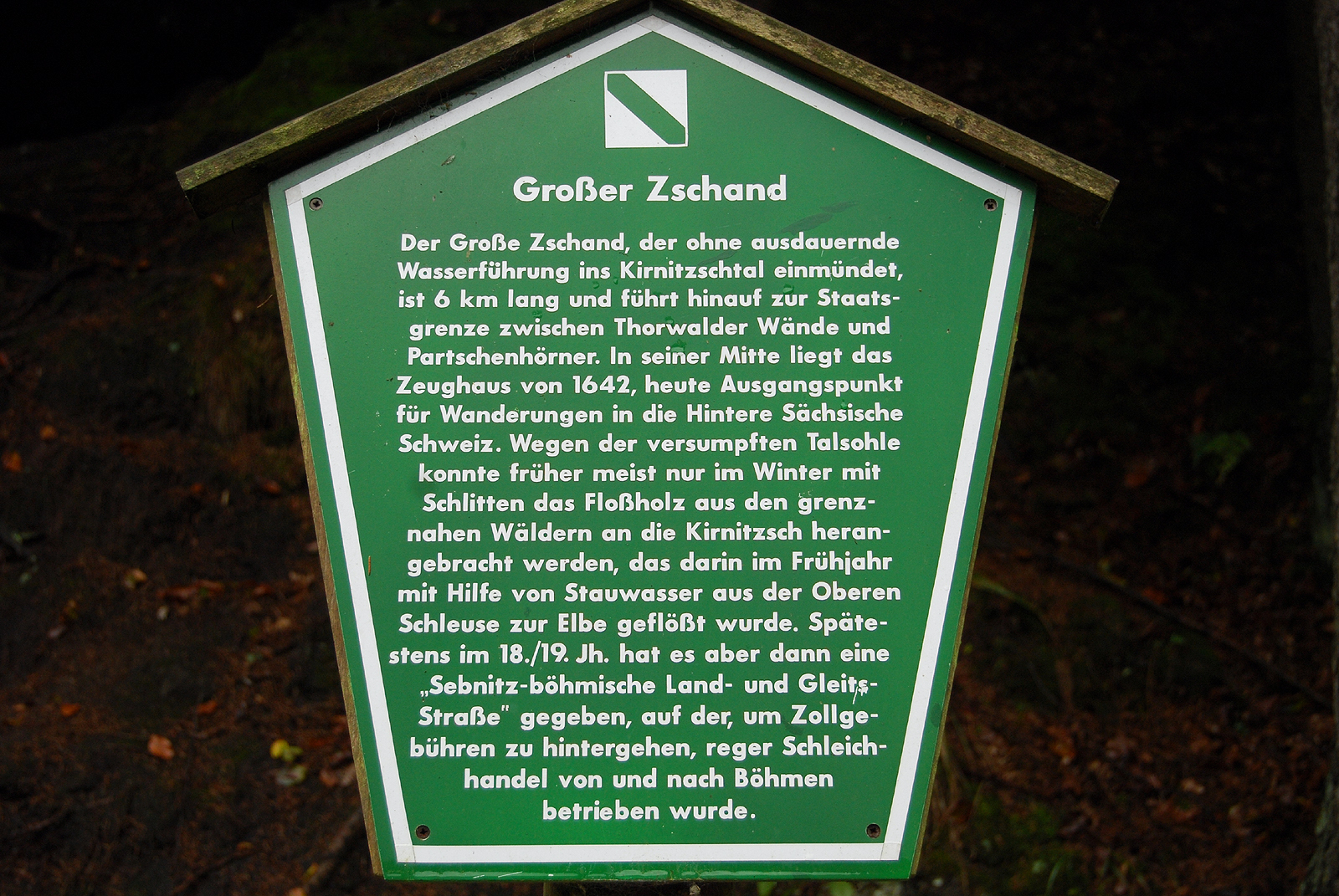
Hinweisschild Großer Zschand
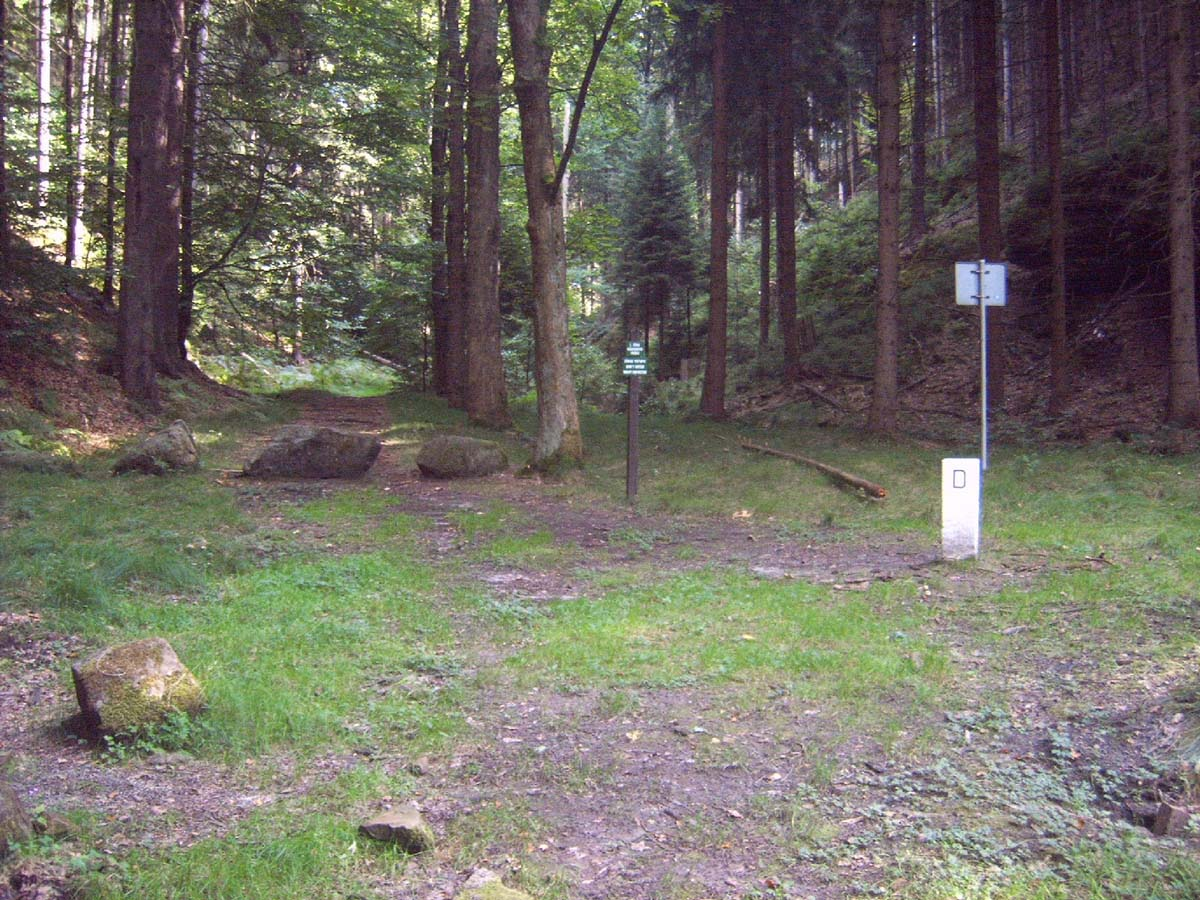
Grenze im Großen Zschand zur Tschechischen Republik
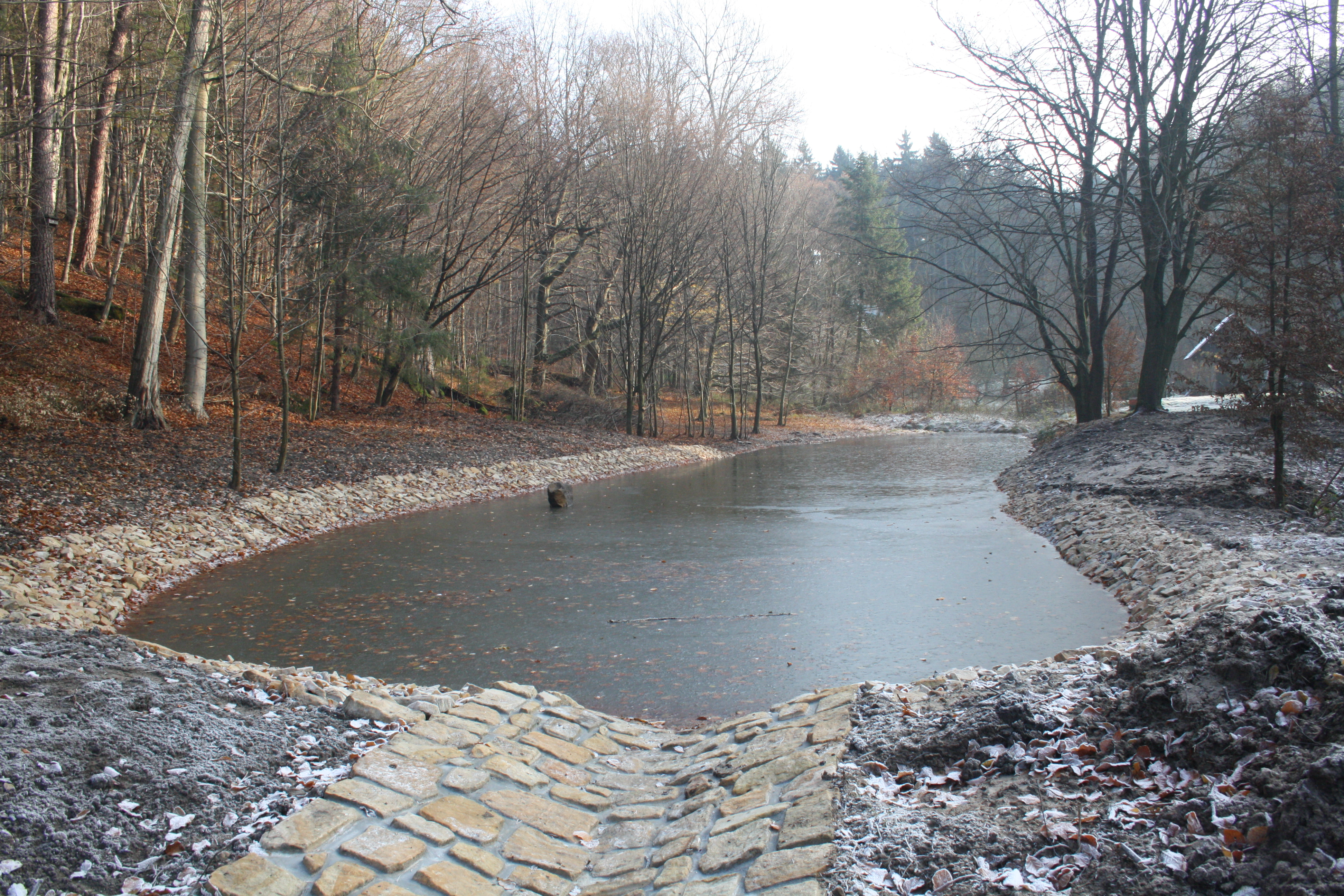
Teich am Zeughaus unterhalb des Teichsteins